# 대한민국 제14대 대통령 선거 광주직할시
이 문서는 대한민국 제14대 대통령 선거의 광주직할시 지역 개표 결과이다.

## 개표 결과

### 동구
|  | 95.48% |

|  | 2.32% |

|  | 1.33% |

|  | 0.39% |

|  | 0.27% |

|  | 0.16% |

|  | 0.01% |

### 서구 갑
|  | 95.49% |

|  | 2.34% |

|  | 1.32% |

|  | 0.47% |

|  | 0.21% |

|  | 0.12% |

|  | 0.01% |

### 서구 을
|  | 96.14% |

|  | 1.96% |

|  | 1.15% |

|  | 0.37% |

|  | 0.20% |

|  | 0.13% |

|  | 0.01% |

### 북구 갑
|  | 96.05% |

|  | 2.02% |

|  | 1.08% |

|  | 0.39% |

|  | 0.25% |

|  | 0.16% |

|  | 0.02% |

### 북구 을
|  | 96.28% |

|  | 1.89% |

|  | 1.08% |

|  | 0.37% |

|  | 0.21% |

|  | 0.12% |

|  | 0.01% |

### 광산구
|  | 95.45% |

|  | 2.31% |

|  | 1.15% |

|  | 0.48% |

|  | 0.32% |

|  | 0.23% |

|  | 0.03% |

## 전체 결과
|  | 95.84% |

|  | 2.13% |

|  | 1.18% |

|  | 0.41% |

|  | 0.22% |

|  | 0.16% |

|  | 0.01% |

민주당 김대중 후보가 95.84%라는 엄청난 득표율을 기록하면서 광주직할시에서 승리를 기록했다. 김대중 후보는 지난번 13대 대선에 이어 이번 대선에서도 90%가 넘는 득표율을 달성했으며, 심지어 지난 번 대선 때 보다 더 높은 득표율을 달성하는데 성공했다.
민주자유당 김영삼 후보, 통일국민당 정주영 후보 등 다른 후보들은 3% 미만의 득표율에 그쳤다.

### 주요 후보 결과
| 지역    | 김영삼 | 김영삼 | 김대중  | 김대중 | 정주영 | 정주영 | 박찬종 | 박찬종 |
| 지역    | 득표수 | 득표율 | 득표수  | 득표율 | 득표수 | 득표율 | 득표수 | 득표율 |
| ------- | ------ | ------ | ------- | ------ | ------ | ------ | ------ | ------ |
| 동구    | 2,323  | 2.32%  | 95,347  | 95.48% | 1,335  | 1.33%  | 392    | 0.39%  |
| 서구 갑 | 2,610  | 2.34%  | 106,354 | 95.49% | 1,479  | 1.32%  | 531    | 0.47%  |
| 서구 을 | 2,803  | 1.96%  | 136,988 | 96.14% | 1,651  | 1.15%  | 541    | 0.37%  |
| 북구 갑 | 2,155  | 2.02%  | 102,160 | 96.05% | 1,151  | 1.08%  | 422    | 0.39%  |
| 북구 을 | 2,245  | 1.89%  | 113,842 | 96.28% | 1,285  | 1.08%  | 442    | 0.37%  |
| 광산구  | 2,368  | 2.31%  | 97,646  | 95.45% | 1,184  | 1.15%  | 499    | 0.48%  |

민주당 김대중 후보가 광주직할시 내 모든 지역에서 95% 이상의 득표율을 달성하는데 성공했다. 지난 번 대선에서는 95% 득표율을 달성한 지역이 없었는데 이번 대선에서는 모든 지역에서 득표율 95%를 달성한 것이다.
김영삼, 정주영, 박찬종 등 다른 후보들은 모든 지역 3% 미만의 득표율에 머무르면서 참패했다.

## 같이 보기
- 대한민국 제14대 대통령 선거